# AMP (Unternehmen)

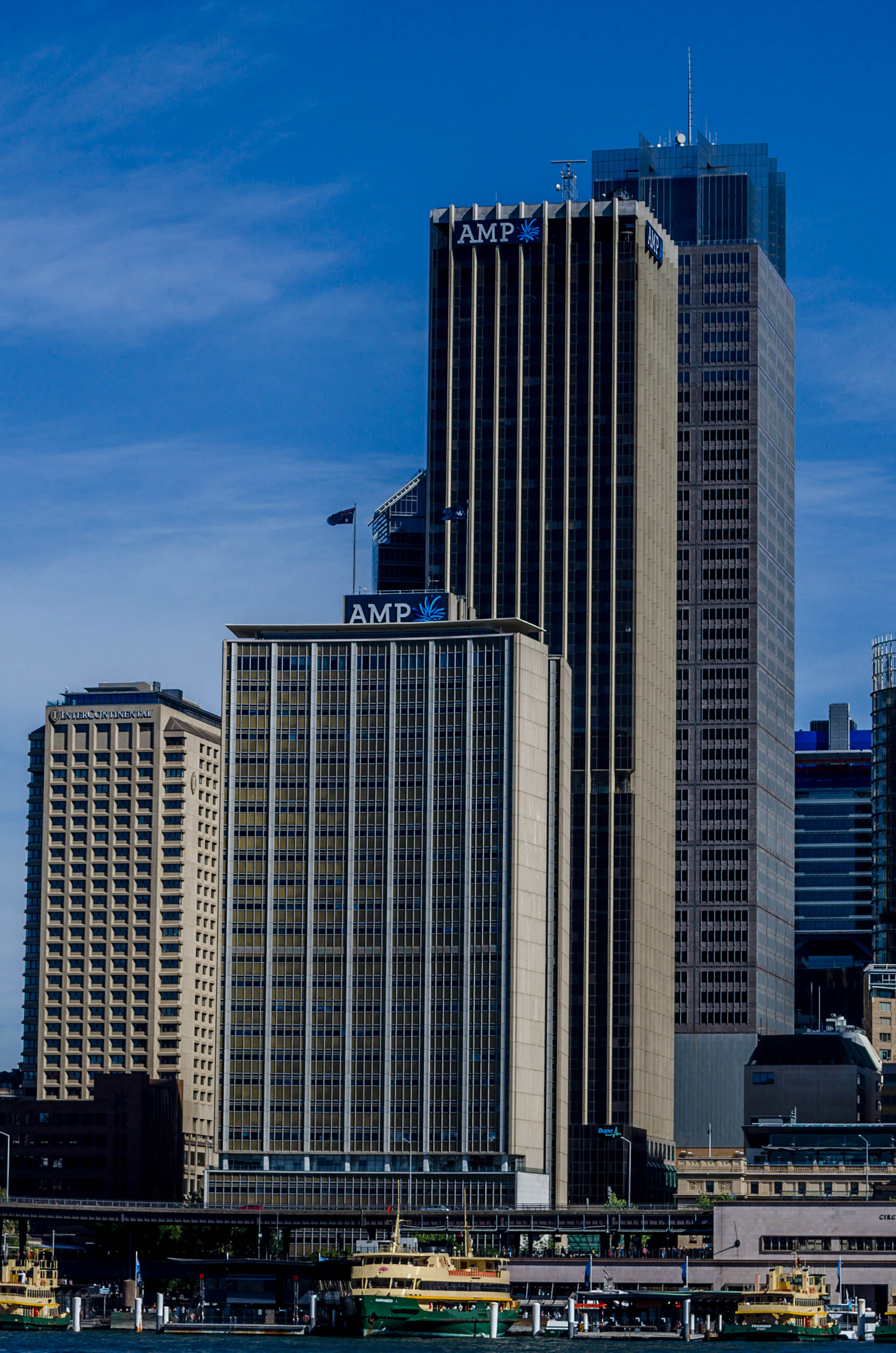
AMP Centre und AMP Building, Circular Quay, Sydney

AMP Limited, in Kurzform als AMP bezeichnet, ist ein in elf Ländern weltweit tätiges australisches Finanzunternehmen. Es bietet neben Bank- und Investmentgeschäften auch Versicherungsdienstleistungen an.

## Geschichte
Gegründet wurde das Unternehmen 1849 als The Australian Mutual Provident Society, als eine gemeinnützige Vereinigung. 1996 ging AMP an die australische Börse und wurde am 15. Juni 1998 erstmals an der New Zealand Exchange gehandelt.
Das Unternehmen ist seither im All Ordinaries an der Australian Securities Exchange und im NZX 50 Index an der New Zealand Exchange gelistet.

## Unternehmensdaten
Das Unternehmen gab Stand Juli 2018 an, Partner von über 55.000 australischen Unternehmen zu sein, über 100.000 Kunden in ihrem Bankgeschäft zu zählen und mit über 460 Investmentkunden in Australien und Neuseeland zusammenzuarbeiten, sowie mit über 290 Kunden weltweit. Des Weiteren sollen 750,000 Shareholders das Unternehmen ihr Eigen nennen.
Zwei große Gebäude am östlichen Ende des Circular Quay in Sydney tragen das Logo des Unternehmens.